# B (linguaggio di programmazione)
B è un linguaggio di programmazione derivato dal BCPL sviluppato intorno al 1969 da Ken Thompson e Dennis Ritchie presso i Bell Laboratories.
Essenzialmente si tratta di un BCPL privato di tutti quei componenti di cui Thompson ritenne di poter fare a meno, così da poterlo utilizzare sui minicomputer di quel tempo che avevano una quantità di memoria limitata.
Come il BCPL e il FORTH, il B aveva un unico tipo di dato, la parola. La maggior parte delle operazioni trattava la parola come un intero (i.e. +, -, *, /) ma altre come un indirizzo di memoria da dereferenziare. In molti altri casi assomigliava molto a una versione preliminare del C. Esistevano alcune librerie di funzioni, inclusa una che vagamente ricordava le funzioni che poi andranno a far parte della libreria I/O standard del C.
Le prime implementazioni furono per i minicomputer DEC PDP-7 e PDP-11 che utilizzavano il sistema operativo UNIX e per i mainframe a 36 bit Honeywell su sistema operativo GCOS.

## Esempio
Il seguente esempio è estratto da "Users' Reference to B" di Ken Thompson.  La seguente funzione stampa un numero non negativo, n, in base b, compresa tra 2 e 10. Questa routine sfrutta il fatto che nel sistema di caratteri ASCII i codici delle cifre da 0 a 9 hanno valori in sequenza.
```
printn
(
n
,
b
)
 
{

   
extrn
 
putchar
;

   
auto
 
a
;

   
if
(
a
=
n
/
b
)
 
/* assegnamento, non un test di eguaglianza */

      
printn
(
a
,
 
b
);
 
/* ricorsivo */

   
putchar
(
n
%
b
 
+
 
'0'
);

}

```